# Калгалакша
Калгалакша (карел. Kalgalahti) — старовинне поморське село в складі Куземського сільського поселення Кемського району Республіки Карелія, комплексна пам'ятка історії.

## Загальні відомості
Знаходиться в гирлі річки Калга на Карельському березі Білого моря.

## Історія та економіка
За радянської влади був організований і до 2011 року працював риболовецький колгосп «імені Дванадцятої річниці жовтня». Місцеве населення займається заготівлею риби (сиг, камбала, тріска, щука), ягід (чорниці, брусниці, малини, морошки, журавлини та грибів. Через село пролягають туристичні маршрути.

## Відомі уродженці
Єфремов Олександр Іванович (1916-1945) — повний кавалер ордена Слави.

## Вулиці
- вул. Єфремова
- вул. Радянська